# Luis Pérez Rodríguez (ciclista)
No confundir con Luis Pérez Rodríguez, futbolista y hostelero español.
Luis Pérez Rodríguez (Torrelaguna, Comunidad de Madrid, España, 16 de junio de 1974) es un exciclista español.
Hizo su debut como profesional en el año 1995 con el equipo ONCE-Eroski y se retiró en 2007, año en el que consiguió su segundo triunfo de etapa en la Vuelta a España tras el logrado en 2003.

## Palmarés
2003
- 1 etapa de la Vuelta a España

2007
- Clásica de Alcobendas, más 1 etapa
- 1 etapa de la Vuelta a España

## Resultados en Grandes Vueltas y Campeonatos del Mundo
Durante su carrera deportiva consiguió los siguientes puestos en las Grandes Vueltas.
| Carrera         | Carrera         | 1995 | 1996 | 1997 | 1998 | 1999 | 2000 | 2001 | 2002  | 2003 | 2004 | 2005 | 2006  | 2007 |
| --------------- | --------------- | ---- | ---- | ---- | ---- | ---- | ---- | ---- | ----- | ---- | ---- | ---- | ----- | ---- |
|                 | Giro de Italia  | —    | —    | —    | —    | —    | —    | —    | —     | —    | —    | —    | —     | —    |
|                 | Tour de Francia | —    | —    | —    | Ab.  | 29.º | —    | 32.º | —     | Ab.  | —    | —    | —     | —    |
|                 | Vuelta a España | —    | —    | —    | —    | 67.º | —    | 14.º | 22.º  | 10.º | 9.º  | Ab.  | 10.º  | 18.º |
| Mundial en Ruta | Mundial en Ruta | ―    | ―    | ―    | ―    | ―    | ―    | ―    | 127.º | 89.º | 17.º | ―    | 110.º | ―    |

―: no participa

Ab.: abandono

## Equipos
- ONCE-Eroski (1995-1999)
- Vitalicio Seguros (2000)
- Festina (2001)
- Team Coast (2002)
- Cofidis (2003-2006)
- Andalucía-Cajasur (2007)